# Golem

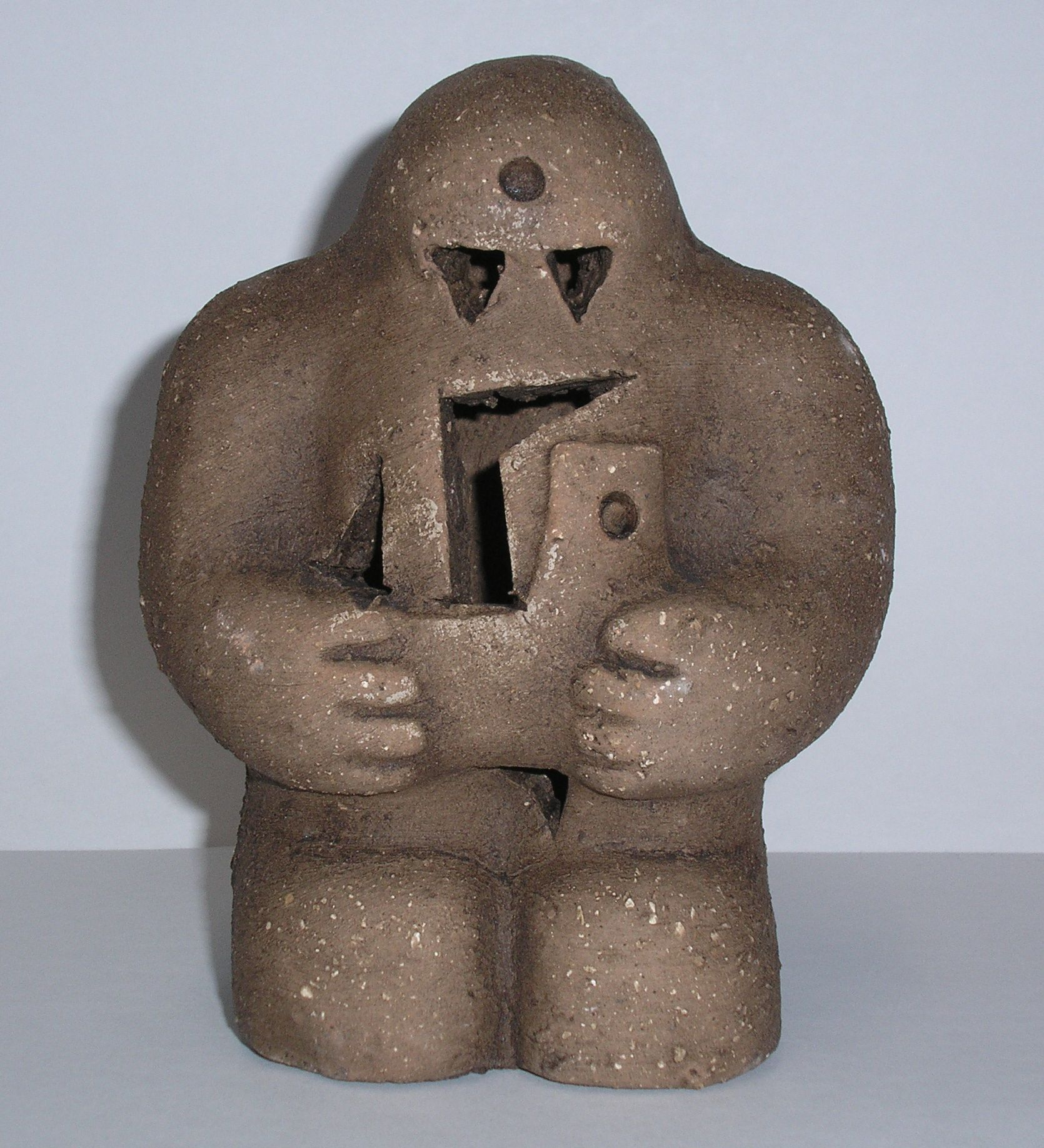
Representação de um Golem

Golem é um ser artificial místico, análogo a um autômato ou robô, associado à tradição mística do judaísmo, particularmente à cabala, que pode ser trazido à vida através de um processo divino.
O golem é uma possível inspiração para outros seres criados artificialmente, tal como o homunculus na alquimia e do romance moderno Frankenstein, obra de Mary Shelley. O filme de 1931 Frankenstein foi inspirado pelo filme alemão de 1914 The Golem.
No folclore judaico, o golem (גולם) é um ser animado, um gigante de barro. No hebraico moderno a palavra golem significa "tolo", "imbecil", ou "estúpido". O nome é uma derivação da palavra gelem (גלם), que significa "matéria-prima".

## História

### A origem da palavra
Na Bíblia, a palavra golem serve para se referir a um embrião ou substância incompleta: o Salmo 139:16 usa a palavra gal'mi, significando "minha substância ainda informe".
As primeiras histórias de golens são mais antigas que o judaísmo. Adão é descrito no Talmud (Tratado Sanhedrin 38b) inicialmente criado como um golem quando seu pó estava "misturado num pedaço sem forma".
Como Adão, todos os golens são criados a partir da lama. Eles eram criações de pessoas santas e muito próximas de Deus. Uma pessoa santa era uma pessoa que se esforçava para se aproximar de Deus, e por essa luta consegue um pouco da sabedoria e poder divinos. Um desses poderes é a criação da vida. Por mais santa que a pessoa fosse, no entanto, a sua criação sempre seria apenas uma sombra de qualquer criação de Deus.
Desde cedo se desenvolveu a noção de que a principal deficiência do golem era a sua incapacidade em falar. No Sanhedrin 65b, é descrito como Raba criou um golem usando o Sefer Yetzirah. Ele enviou o golem para Rav Zeira, que falou com o golem mas ele não respondeu. Disse Rav Zeira:
"Vejo que você foi criado por um dos nossos colegas; volte ao pó".

## Domínio e activação dos golens
Ter um golem como servo era considerado como o mais elevado símbolo de sabedoria e santidade, e existem muitos contos de golens ligados a proeminentes rabinos através da Idade Média.
Outros atributos dos golens foram sendo adicionados através dos tempos. Em vários contos, o golem tem escritas palavras mágicas ou religiosas que o tornam animado. Escrever um dos Nomes de Deus na sua testa, num papel colado em sua fronte ou numa placa de argila embaixo de sua língua, ou ainda escrever a palavra emet (אמת, "verdade" em hebraico) na sua testa, são exemplos de algumas dessas fórmulas de animação do golem. Ao apagar a primeira letra de emet (da direita para a esquerda, א, dado que é assim escrito o hebraico), formando met (מת, "morto" em hebraico), o golem era desfeito.

## A narrativa clássica
A mais famosa narrativa com um golem envolve o rabino Judá Loew ben Betzalel, de Praga, durante o século XVI. Diz-se que ele teria criado um golem para defender o gueto de Josefov em Praga contra ataques antissemitas. A primeira publicação da história do golem apareceu em 1847 em uma coleção de contos judaicos intitulada Galerie der Sippurim, publicada por Wolf Pascheles, de Praga.
Cerca de 60 anos mais tarde, um conto de ficção foi publicado por Yudl Rosenberg (1909). De acordo com a lenda, o golem teria sido feito com a argila do rio Moldava que banha Praga. Seguindo as orações específicas, o rabino construiu o golem e fez com que ele ganhasse vida recitando um hino especial em hebraico e escrevendo na sua testa a palavra emet, que em hebraico significa "verdade". O golem deveria obedecer ao rabino, ajudando e protegendo o gueto judaico.
Durante o dia, o rabino escondia o golem no sótão da Antiga-Nova Sinagoga. Porém, o golem cresceu e se tornou violento e começou a matar pessoas espalhando o medo. Foi então prometido ao rabino Judá Loew ben Betzalel que a violência contra os judeus pararia se o golem fosse destruído. O rabino concordou e destruiu o golem apagando a primeira letra da palavra emet que formaria a palavra met que significa "morto" em hebraico.
A existência de um golem na maioria das histórias mostrava algo bom, mas com problemas. Embora não fosse inteligente, o golem podia fazer simples tarefas repetidamente. O problema era controlá-lo e fazê-lo parar.
A narrativa moderna, publicada em 1915, em Leipzig, está no livro "Der Golem", do escritor austríaco de literatura fantástica Gustav Meyrink, que residiu em Praga.
Elementos semelhantes podem ser encontrados no romance Frankenstein de Mary Shelley.
Isaac Bashevis Singer, vencedor do Prêmio Nobel de Literatura, escreveu a sua versão da lenda do Golem em 1969.
O filme "O Golem – Como veio ao mundo" (Der Golem, wie er in die Welt kam), de 1920, do diretor Paul Wegener, é a adaptação cinematográfica da narrativa clássica da história ambientada em Praga do século XVI. Este filme, em que próprio Paul Wegener interpreta o papel do Golem, é considerado uma das obras-primas do expressionismo alemão.
|                                                    |                       |                                                                    |
| Golem com a palavra אמת (verdade) escrita na testa | Rabino Loew e o golem | Cena de Der Golem, filme alemão de 1920, dirigido por Paul Wegener |

## Na cultura popular
Em jogos de RPG de mesa como Dungeons & Dragons e jogos eletrônicos como Minecraft, entre muitos outros, um golem é um ser artificial (frequentemente classificado pelo jogo como "monstro" ou "criatura") feito para servir ao seu criador, sendo que vários tipos de golens podem ser construídos a partir de diferentes tipos de materiais (enquanto o golem judaico medieval era feito de barro ou argila, outros tipos de golens desses tais jogos podem ser feitos de carne humana, neve, pedra, metal, entre outros materiais).